# Mutiny Within
Mutiny Within es una banda estadounidense de heavy metal originaria de Edison, Nueva Jersey. La banda se formó en 2002 por el bajista Andrew Jacobs como un cover de Children Of Bodom.

## Formación y álbum debut (2009-2010)
Irían a través de una serie de cambios en la alineación y un cambio de nombre antes de que la banda quedara estable. Jacobs reclutó a su hermano menor, Brandon Jacobs para tocar la guitarra, así como al baterista Bill Fore y al teclista Drew Stavola. En la búsqueda de un cantante, la banda contactó a Chris Clancy en Inglaterra en base con una actuación que publicó en YouTube. Clancy se mudó a los Estados Unidos y se dedicó a la banda. El último miembro, Daniel Bage también vino de Inglaterra cuando Chris Clancy lo invitó a unirse a la banda paragrabar algunos solos de guitarra en el estudio. En 2010, Mutiny Within lanzó su álbum debut bajo el sello de Roadrunner Records.

Su canción "Born To Win" es actualmente la canción de entrada del luchador Evan Bourne de la WWE. Roadrunner Records lanzó un demo de su canción "Awake" en su álbum compilatorio descargable Annual Assault(2009). La canción "Awake" fue puesta para descargar para los suscriptores de Roadrunner Records y para comprar en iTunes.

Sus giras en fila incluyó una gira por América del Norte de verano con el apoyo de Soilwork y Death Angel comprendido entre el 14 de julio al 15 de agosto de 2010. El baterista Bill Fore dejó la banda meses después de haber lanzado su álbum homónimo. Fue reemplazado por Chad Anthony con tan solo 25 años de edad, que también es de Nueva Jersey. Anthony aprendió las canciones en solo dos semanas para estar listo para la gira Norteamericana con Soilwork y Death Angel. El 23 de febrero, se anunció que la banda había dejado a Roadrunner Records.

## Salida de Chris Clancy (2011)
La banda lanzó un tráiler de 30 segundos para el segundo álbum en YouTube. Aunque no se ha hecho un anuncio oficial, Chad Anthony aparece como baterista en el perfil de la banda en MySpace, mientras que en la página de Facebook se ha anunciado el retiro de Andrew Stavola y recientemente el de Christopher Clancy, junto con un aviso de búsqueda de un nuevo vocalista.
La declaración fue hecha por el bajista Andrew Jacobs:  
Nos entristece anunciar hoy que nosotros estamos tomando un hiato indefinido. Nosotros hemos estado investigando el mundo para un encontrar un vocalista de reemplazo para la mayor parte del año, y hemos venido a un punto dónde nosotros no podemos permitirnos el lujo de pasar a otras oportunidades. Nosotros queremos que nuestros fanes sepan que nosotros intentamos evitar esto de cualquier manera que pudimos. encontrarlos alrededor del mundo con nuestra música ha sido de verdad un sueño hecho realidad, saben que nosotros continuaríamos esta jornada ahora mismo con un latido del corazón si nosotros pudiéramos. Nosotros los estaremos poniendo al día en la página de MW y nuestras páginas personales cuando nosotros empezemos a anunciar los nuevos proyectos, el trabajo de turismo, etc. También, estamos en las grandes condiciones con Chris y hemos estado discutiendo sobre un segundo material para el futuro. Gracias por todo su apoyo a lo largo de los años. Los fanes de MW todavía estarán, ahí nosotros estaremos en contacto con ustedes.

## Segundo álbum y "Industry Embers" (2012-actual)
El 31 de enero de 2012, la banda anunció en YouTube y vía Facebook dos tracks que se suponía que estaban en el segundo álbum, estos se llaman In My Veins y Falls To Pieces. Después de una reacción muy buena, la banda dijo que ellos publicarán más canciones del próximo álbum probablemente en el futuro. El 5 de julio de 2012, Chris Clancy anunció en su página de Facebook personal que él grabaría las voces para Mutiny Within dentro de los tracks:  
“La próxima semana yo estare grabando las voces para el próximo álbum dentro de los tracks. ¡Estoy bastante excitado,  después de un año de sentarse en mi computadora y no hacer nada! Yo he estado trabajando en hacer las versiones instrumentales durante la última semana y estas parecen algo épico”.  
Aunque los miembros de la banda permanecían callados durante la mayoría del 2012, los miembros Chris Clancy y guitarrista Brandon Jacobs trabajaron junto con Frédéric Riverin con su propio Proyecto titulado I Legion. Este proyecto también formado por: Björn The Strid & Peter Wichers (Soilwork) y Jon Howard (Thread Signal)ofreció El álbum Beyond Darkness, el cual fue publicado en septiembre del 2012.[10 de septiembre]  
El 29 de septiembre de 2012 la banda anunció lo siguiente en Facebook.  
Es grande mostrarles finalmente en lo que nosotros hemos estado trabajando desde nuestro primer álbum. Compartan esto con todos los que conozcan, Chris, AJ, Brandon, el Bill & Dan,.  
El título del nuevo álbum se anunció como Mutiny Within II: Synchronicity" con una fecha de descarga del 12 de enero de 2013. Clancy también inicio un proyecto llamado "Embers Industry", un servidor dedicado a la organización para extender la palabra sobre la piratería de música. Él reveló la piratería de música había sido la separación de Mutiny Within, con el álbum debut que vendió subsecuentemente sólo alrededor de 10,000 copias libres, y el álbum que ha sido por lo menos compartido y pirateado 100,000 veces.  
"Cuando Tommy Jones puso a mí la idea de "Industry Embers", era simplemente un concepto. Ahora está volviéndose una realidad y se siente bien estar involucrado en algo que tendrá un impacto positivo en la industria. Si es un impacto pequeño o algo más grande, no me importa. Personalmente, yo he mostrado a muchas personas, que la piratería está matando la música, que ellos aman y esto me da una plataforma para continuar extendiendo ese mensaje." - Chris Clancy 
El sencillo "Embers" fue publicado el 15 de diciembre de 2012. el 25 de diciembre, la Banda publicó otra canción "Machines".
Mutiny Within lanzará su tercer álbum Origins el 10 de febrero de 2017. Lanzaron un sencillo llamado "Archetype Of Destruction" el 21 de diciembre de 2016.

## Miembros de la banda

### Miembros actuales
- Christopher Clancy - voz
- Daniel Bage - guitarras
- Tomas Morales - guitarras
- Andrew Jacobs - bajo eléctrico
- Bill Fore - batería

### Miembros anteriores
- Drew Stavola - teclados
- Chad Anthony - batería
- Jeff Stewart - guitarras
- Lu Obregón - guitarras
- Kaan Akyol - voz

## Discografía
Álbum de Estudio
- Mutiny Within(2010)
- Synchronicity(2013)
- Origins(2017)

Demos
- Mutiny(demo)(2006)
- Audition(demo)(2006)

Otras Contribuciones
- God of War: Blood & Metal - "The End" (2010)
- WWE The Music: A New Day - "Born To Win" (2010)
- Metal Hammer Presents... A Tribute to AC/DC - "Highway to Hell" (2010)
- Roadrunner Records: Annual Assault - "Awake(Demo)" (2009)

- God of War: Blood & Metal - "The End" (2010)[1]
- WWE The Music: A New Day - "Born to Win" (Evan Bourne's Theme) (2010)
- Metal Hammer Presents... A Tribute to AC/DC - "Highway to Hell" (2010)[2]
- Roadrunner Records: Annual Assault - "Awake (Demo)" (2009)[3]